# 村井貞彰
村井 貞彰（むらい さだあき、1923年〈昭和3年〉11月14日 - 2000年〈平成12年〉1月4日）は、日本の農学者、農学博士、山形大学名誉教授、栄典は正四位・勲三等旭日中綬章。

## 略歴
- 1923年11月14日 - 村井貞固の三男として誕生、山形県鶴岡市出身。
- 九州大学農学部農学科 中退
- 1962年3月13日 - 農学博士号（東京農業大学） 授与
- 山形大学農学部 教授
- 1989年 - 定年退職、同大学名誉教授 称号授与
- 2000年1月4日 - 死去。
  - 正四位・勲三等旭日中綬章 叙位叙勲

## 著作物
論文
- 村井貞彰「莊内砂丘地の昆虫の生態学的観察-第1報-」『山形大学紀要 自然科学』第3号、山形大学、1951年3月、291-310頁、ISSN 05134692、NAID 110000354660。
- 村井貞彰「山形県砂丘地に於けるヒメコガネに就いて」『山形農林学会報』第1号、山形農林学会、1951年11月、19-21頁、ISSN 03727785、NAID 110007121658。
- 村井貞彰「23. イナゴ卵寄生蜂Scelio sp.に関する研究(予報)(昭和29年日本農學會大會分科会講演要旨)」『應用動物學會・日本應用昆蟲學會合同大會講演要旨 : 日本農學會大會分科會』第29巻、應用動物學會 : 日本應用昆蟲學會、1954年、5頁、NAID 110004558174。
- 村井貞彰「イナゴ卵寄生蜂Scelio s.p.に関する研究-1-」『山形大学紀要 農学』第2巻第1号、山形大学、1954年11月、ISSN 05134676、NAID 110000356315。
- 村井貞彰「山形県庄内地方に於けるウリバエAnlocophora femoralis MOTSCHULSKYの生態について」『山形農林学会報』第7巻、山形大学、1954年11月、31-34頁、ISSN 03727785、NAID 110007121824。
- 村井貞彰「74. イナゴ卵寄生蜂Scelio sp.に関する研究(第2報)(昭和30年度日本農学会大会分科会)」『應用動物學會・日本應用昆蟲學會合同大會講演要旨 : 日本農學會大會分科會』第30巻、應用動物學會 : 日本應用昆蟲學會、1955年、13頁、NAID 110004558344。
- 村井貞彰「砂丘地と水田地帯における昆虫の群集解析 : 特に蛍光燈に集る昆虫群集について」『山形農林学会報』第8巻、山形大学、1955年3月、34-38頁、ISSN 03727785、NAID 110007128828。
- 阿部襄, 村井貞彰, 石川俊雄「高冷地に放牧する家畜に襲来する吸血性昆虫の防除に関する研究(第1報) : 特に吸血性昆虫の分布,発生状況とその活動について」『山形農林学会報』第8巻、山形大学、1955年3月、23-33頁、ISSN 03727785、NAID 110007128829。
- 村井貞彰, 鮎沢啓夫, 長楽勇「カイコのコリンエステラーゼについて」『蠶絲研究』第18号、農林省蠶絲試驗場、1956年12月、1-4頁、ISSN 0036-4495、NAID 220000127589。
- 村井貞彰「イナゴ卵寄生蜂に関する研究(第2報) : 特に寄生蜂ムライクロタマゴバチ及びツルオカクロタマゴバチ成虫の羽化,季節的消長,出現率と性比について」『山形大学紀要. 農学』第2巻第3号、山形大学、1957年2月、169-178頁、ISSN 05134676、NAID 110000356328。
- 村井貞彰「イナゴ卵寄生蜂に関する研究(第3報) : 特に寄生蜂ムライクロタマゴバチ及びツルオカクロタマゴバチ成虫の交尾,産卵活動と寄生率について」『山形大学紀要. 農学』第2巻第3号、山形大学、1957年2月、179-187頁、ISSN 05134676、NAID 110000356329。
- 村井貞彰「イナゴ卵寄生蜂に関する研究(第4報) : 特に寄生蜂ムライクロタマゴバチ及びツルオカクロタマゴバチ成虫の発生回数と寿命について」『山形大学紀要. 農学』第2巻第3号、山形大学、1957年2月、189-193頁、ISSN 05134676、NAID 110000356330。
- 村井貞彰「イナゴ及びイナゴ卵寄生蜂に及ぼすDDT,BHC,Parathionの影響」『山形農林學會報』第12号、山形大学、1957年12月、ISSN 03727785、NAID 110007487079。
- 村井貞彰「イナゴ卵寄生蜂に関する研究〔英文〕-5-」『山形大学紀要 農学』第2巻第4号、山形大学、1958年3月、ISSN 05134676、NAID 110000356337。
- 村井貞彰「イナゴ卵寄生蜂に関する研究(第6報) : 特に寄生蜂ムライクロタマゴバチ及びツルオカクロタマゴバチの産卵能力と寄生様式について」『山形大学紀要. 農学』第3巻第1号、山形大学、1959年2月、65-72頁、ISSN 05134676、NAID 110000356342。
- 村井貞彰「イナゴ卵寄生蜂に関する研究(第7報) : 特に寄生蜂ムライクロタマゴバチ及びツルオカクロタマゴバチの寄主選択と寄主発見について」『山形大学紀要. 農学』第3巻第1号、山形大学、1959年2月、73-79頁、ISSN 05134676、NAID 110000356343。
- 村井貞彰「イナゴ卵寄生蜂に関する研究(第8報) : 特に寄生蜂ムライクロタマゴバチ及びツルオカクロタマゴバチの生活環と後胚子発生について」『山形大学紀要. 農学』第3巻第1号、山形大学、1959年2月、81-94頁、ISSN 05134676、NAID 110000356344。
- 村井貞彰「イナゴ卵寄生蜂に関する研究(第9報) : 特に寄生蜂ムライクロタマゴバチ及びツルオカクロタマゴバチの日本における分布と敵虫について」『山形大学紀要. 農学』第3巻第1号、山形大学、1959年2月、95-100頁、ISSN 05134676、NAID 110000356345。
- 村井貞彰「イナゴ卵寄生蜂に関する研究(第10報) : 特に寄生蜂ムライクロタマゴバチ及びツルオカクロタマゴバチの利用価値について」『山形大学紀要. 農学』第3巻第1号、山形大学、1959年2月、101-105頁、ISSN 05134676、NAID 110000356346。
- 村井貞彰「イナゴ卵寄生蜂に関する研究(第11報) : 特に寄生蜂ムライクロタマゴバチ及びツルオカクロタマゴバチの日週活動と温度反応について」『山形大学紀要. 農学』第3巻第2号、山形大学、1960年3月、311-317頁、ISSN 05134676、NAID 110000356356。
- 村井貞彰「イナゴ卵寄生蜂に関する研究(第12報) : 特に寄生蜂ムライクロタマゴバチ及びツルオカクロタマゴバチの交配子孫の外部形態について」『山形大学紀要. 農学』第3巻第2号、山形大学、1960年3月、319-322頁、ISSN 05134676、NAID 110000356357。
- 村井貞彰「イナゴの卵寄生蜂ムライクロタマゴバチ並びにツルオカクロタマゴバチに関する研究」『山形農林學會報』第20号、山形大学、1962年12月、ISSN 03727785、NAID 110007576087。
- 村井貞彰「水田および雑草地における昆虫群集に関する研究-2-年および場所による季節消長の変化について」『山形大学紀要 農学』第5巻第3号、山形大学、1968年1月、245-255頁、ISSN 05134676、NAID 110000356384。

博士論文
- 「イナゴの卵寄生蜂Scelio muraii Watanabeムライクロタマゴバチ並にS. tsurokensis Watanabeツルオカクロタマゴバチに関する研究」 東京農業大学, [報告番号不明], 1962年, NAID 500000317907

## 関連書籍
- 1989年 - 『のぼるかい No.7 村井貞彰先生退官記念号』 山形大学農学部応用動物学研究室

## 家族・親族
- 祖父 村井貞慶 - 庄内藩士、第3代加茂町町長
- 父親 村井貞固 - 植物学者
- 母親 村井栄
- 叔父 村井貞亨 - 海軍機関大佐
- 叔父 村井貞敏 - 海軍大佐
- 叔父 村井貞寛 - 医学博士
- 次兄 村井貞允 - 地質工学者、理学博士
- 弟 村井貞克 - 植物研究家
- 甥 村井貞規 - 工学者、工学博士

## 参考資料
- 『山形新聞』 2000年2月2日号 叙位叙勲者一覧
- 『庄内文化芸術名鑑』 長南寿一（著） 1982年